# Edna Caprapall
Edna Caprapall (Edna Krabappel) è un personaggio secondario della sitcom animata statunitense I Simpson.
Edna era insegnante alla scuola elementare di Springfield, ed è stata anche la maestra di Bart. Nonostante sia stata un personaggio secondario, le sono state dedicate diverse puntate.
Nella versione originale è stata doppiata da Marcia Wallace, in quella italiana da Franca Lumachi.

## Caratteristiche

### Biografia
Poco più che quarantenne, la Caprapall è l'insegnante della quarta elementare, la classe di Bart Simpson, nella scuola elementare di Springfield.
Sebbene sia separata dal marito (che l'ha abbandonata per la loro consulente matrimoniale) da quest'ultimo viene inspiegabilmente perseguitata, tanto da essere vittima di atti vandalici compiuti per una sconosciuta ripicca, come il danneggiamento del serbatoio dell'auto dove per l'appunto l'ex coniuge le aveva versato dello zucchero. La donna, arrivata a Springfield in autobus, conobbe Boe Szyslak, con il quale ha avuto una relazione che sembrava sul punto di sfociare in un nuovo matrimonio, salvo concludersi quando Edna ha deciso di restare ad insegnare in quarta elementare per aiutare Bart, che in realtà stava solo fingendo di essere demotivato, sconsolato e depresso per coprire Nelson, che commetteva un furto. Successivamente a questa relazione, seguirà un lungo rapporto altalenante con il preside Skinner con cui si stava quasi per sposare per poi scappare all'altare dopo aver scoperto il poco entusiasmo di Seymour all'idea di sposarla. Dopo la rottura con questo, Edna avrà una relazione con l'Uomo dei fumetti arrivando quasi a sposarlo per poi abbandonare anch'esso all'altare e in seguito la si rivedrà di nuovo con Skinner ma Edna definirà il loro rapporto come relazione di sesso senza sentimento. Non è semplice, dunque, seguire il suo percorso sentimentale, tant'è che in seguito la si rivedrà clamorosamente di nuovo anche con Boe.
Incarna lo stereotipo di donna emancipata, sebben frustrata e stanca del suo lavoro, che è alla ricerca di una storia d'amore che possa donarle stabilità emotiva. Pur di trovare marito si è rivolta ad un'agenzia matrimoniale.
Come maestra è spesso svogliata nel suo lavoro e non sembra neanche troppo competente. In una puntata, infatti, a causa forse dell'unica marachella di Lisa Simpson, che fa sparire i libri degli insegnanti, non conosce le risposte ai compiti in classe assegnati e, come tutti gli altri insegnanti della scuola, non riesce più a insegnare, tanto che proclamerà nuovo insegnante Martin Prince, il cervellone della classe di Bart. Ciò più che un vero aspetto del suo carattere, è una cosa che accomuna quasi tutti gli insegnanti della serie e si pone in chiave ironica per tutti i docenti.
Bart è il suo bersaglio preferito: quando accade qualcosa sembra essere sempre colpa sua. Tuttavia, spesso sembra che nutra molto affetto per lui, quasi come un figlio. In particolare è proprio Bart, in un episodio, a iscriverla al concorso come maestra dell'anno.
Il nome originale del personaggio è Edna Krabappel; in una puntata Homer, durante un incontro genitori-insegnanti, non ricordandone il nome la chiama "Signora Scrassapall". Sembra inoltre che le sia stata dedicata una versione del noto gioco da tavolo Monopoly, chiamata "Edna Krabappoly". ne veniamo a conoscenza quando in una puntata Lisa, per cercare di ammazzare il tempo assieme a tutta la famiglia attendendo il ritorno della corrente elettrica scomparsa causa blackout, tira fuori delle scatole contenenti dei Monopoli tematici, come quello di Guerre stellari e appunto, quello della Signora Caprapall.

### Aspetto fisico
Edna ha i capelli corti e castani, indossa sempre una giacca verde, una maglia gialla, una gonna blu e orecchini verde smeraldo. Nel complesso è classica nel vestire, sebbene in alcune occasioni abbia cercato di ostentare un abbigliamento più giovanile e seducente.

### Personalità e relazioni
Pessimista fino al midollo, Edna ostenta una profonda diffidenza verso l'amore, mostrando segni contrastanti al riguardo. Eterna fidanzata al preside Skinner, cerca di mostrare un atteggiamento più giovanile, in modo da svecchiare la sua immagine. Continuamente delusa dal fidanzato, che antepone le esigenze della vecchia madre alle sue, alla fine sembra rinunciare ad una relazione seria (e quindi al matrimonio), iniziando a mostrare atteggiamenti libertini. Nell'ultimo episodio della ventiduesima stagione, Edna inizia una relazione con Ned Flanders, con cui si sposerà come svelato nella ventunesima puntata della ventitreesima stagione.

### Ritiro del personaggio
In seguito alla morte della doppiatrice originale, avvenuta il 25 ottobre 2013, anziché sostituire la doppiatrice, il personaggio è stato ritirato dalla serie. Il primo riferimento non esplicito alla scomparsa della maestra si ha nella sigla del terzo episodio della venticinquesima stagione, dove Bart scrive con volto malinconico alla lavagna "We'll really miss you mrs. K." tradotto in italiano con "Ci mancherai davvero signora K", come omaggio alla doppiatrice Wallace scomparsa appena alcuni giorni prima della prima messa in onda della puntata. Si ribadisce la sua scomparsa nella puntata dodici della venticinquesima stagione, "L'uomo che cresceva troppo", in cui Ned Flanders ripensa a lei e, con Nelson, dice che gli manca tanto. Inoltre si vede che porta una fascia nera al braccio, in segno di lutto, e che c'è una sua fotografia accanto a quella della prima moglie di Ned, Maude. Successivamente è riapparsa nel primo episodio della ventottesima stagione Il circo fugante di Monty Burns, sotto forma di fantasma insieme a Maude, per poi riapparire con lei nel nono episodio della trentunesima stagione Todd, Todd, perché mi hai abbandonato? sempre sotto forma di fantasma. Riappare nuovamente nel dodicesimo episodio della trentaduesima stagione La regina del diario attraverso alcuni flashback.